# Carl Christoffersson Kuuth
Carl Christoffersson Kuuth var en svensk myntmästare.

## Biografi
Carl Christoffersson Kuuth var son till hovmästaren Christoffer Olofsson Kuuth (död 1576) hos hertig Karl och Karin Mickelsdotter (Hvit) (död 1599). Kuuth utnämndes 1616 assessor i Svea hovrätt, men tillträdde aldrig tjänsten. Han var myntmästare i Stockholm.

### Familj
Kuuth gifte sig med Anna Rosenbaner, dotter till borgmästaren Nils Hansson Brask i Stockholm. Rosenbaner var änka efter apotekaren Simon Berchelt hos Johan III. Kuuth och Rosenbaner fick tillsammans Elisabeth Carlsdotter som var gift med livmedikus Balthasar Salinus, Catharina Carlsdotter som var gift med Nils Tungel och Brita Carlsdotter (död 1626) som var gift med borgaren Claes Allertz och Hans Nilsson Benick.